# 285

## Събития
- Създадена е държавата Туюхун в Централна Азия

## Починали
- септември – Карин, римски император